# Xella
 Der er for få eller ingen kildehenvisninger i denne artikel, hvilket er et problem. Du kan hjælpe ved at angive troværdige kilder til de påstande, som fremføres i artiklen.

|  | Maskinoversættelse og/eller tvivlsomt indhold Denne sides indhold bærer præg af at være en maskinoversættelse og/eller meget dårligt og uklart formuleret. Det vurderes at sproget er så dårligt og eventuelt forkert eller til at misforstå, at det bør omskrives eller oversættes på ny. Du kan hjælpe med at oversætte til korrekt dansk i denne og lignende artikler. Hvis dette ikke sker inden for kort tid, kan en sletning komme på tale. Se evt. denne sides diskussionsside eller i artikelhistorikken. |

Xella Group med hovedkontor i Duisburg, Tyskland, udvikler, fremstiller og markedsfører bygge- og isoleringsmaterialer.

## Virksomhed
Xella Group udvikler, producerer og sælger byggematerialer og isoleringsmaterialer – baseret på mineralske ressourcer.  Med sine Ytong, Silka og Hebel mærker er Xella en af verdens største producenter af porebeton og calciumsilikatblokke. Multipor-mærket står for ikke-brændbare mineralske isoleringsplader.[kilde mangler]
Det luxembourgske holdingselskab Xella International Holdings ejes af den finansielle investor Lone Star, som i 2017 erhvervede en aktiemajoritet i Xella Group fra to private equity-selskaber, PAI-partnere (Frankrig) og Goldman Sachs Capital Partners (USA), som havde købt Xella Group fra Haniel i september 2008.

## Historie
Xella opstod som et navneskifte fra Haniel Bau-Industrie, som allerede havde eksisteret siden 1940'erne og producerede kalksandsten fra 1948. Stadig under navnet Haniel Bau-Industrie købte virksomheden Goslar Fels, Hebel og Ytong fabrikkerne mellem 2000 og 2002. I 2002 tog virksomheden sine første skridt i Kina og skiftede navn til Xella Baustoffe. I 2003 præsenterede virksomheden sig selv under et nyt navn på BAU-messen i München. Samme år frasolgte virksomheden sin andel i Norddeutsche Naturstein GmbH (NNG) i Flechtingen, som siden 2005 havde været et datterselskab af Basalt-Actien-Gesellschaft.
Xella lukkede derefter adskillige Porebeton fabrikker, udelukkende tidligere Hebel-fabrikker. Adskillige hundrede job gik tabt.
Siden 2003 har Xella opretholdt sit eget forsknings- og udviklingsselskab i Brandenburg med to lokaliteter - den ene i Emstal ved Lehnin, den anden i Brück ved Bad Belzig. Her arbejder teknikere inden for de tre specialområder applikationsforskning/bygningsfysik, procesteknik samt produkt- og procesforskning. I 2006 blev firmaet Halfen (fastgørelsesteknik) med base i Langenfeld solgt. I 2007 og 2008 fandt yderligere international ekspansion sted i Østeuropa samt i Kina og Rusland.
I 2008 blev Xella solgt af Haniel til PAI-partnere og Goldman Sachs Capital Partners. I 2009 og 2010 åbnede Xella nye Ytong-fabrikker i Rumænien og Kina og en kalkfabrik i Rusland. I april 2011 flyttede Xella ind i sit nye hovedkontor i Duisburg-Huckingen. Den 11. maj 2012 blev Xellas hovedkvarters bygning døbt Axel Eriksson House. Axel Eriksson, svensk arkitekt og forsker, havde opfundet porebeton i 1923.
I marts 2012 mislykkedes overtagelsen af aktiemajoriteten i danske H+H International A/S med base i København. Det tyske forbundskartelkontor forbød overtagelsen, fordi den forventedes at skabe en dominerende stilling for Xella på markedet for porebeton og letbetonblokke på de nordtyske og vesttyske regionale markeder. Selskabet var ikke i stand til at erhverve en aktiemajoritet i H+H International. En mulig børsnotering blev annulleret i oktober 2015 på grund af den ugunstige markedssituation. I december 2016 blev det offentliggjort, at Xella var blevet solgt til investeringsselskabet Lone Star for et ikke oplyst beløb. I august 2017 annoncerede Xella købet af den spanske isoleringsproducent Ursa, som blev solgt til Etex i begyndelsen af 2022.